# Vita huset (Moskva)

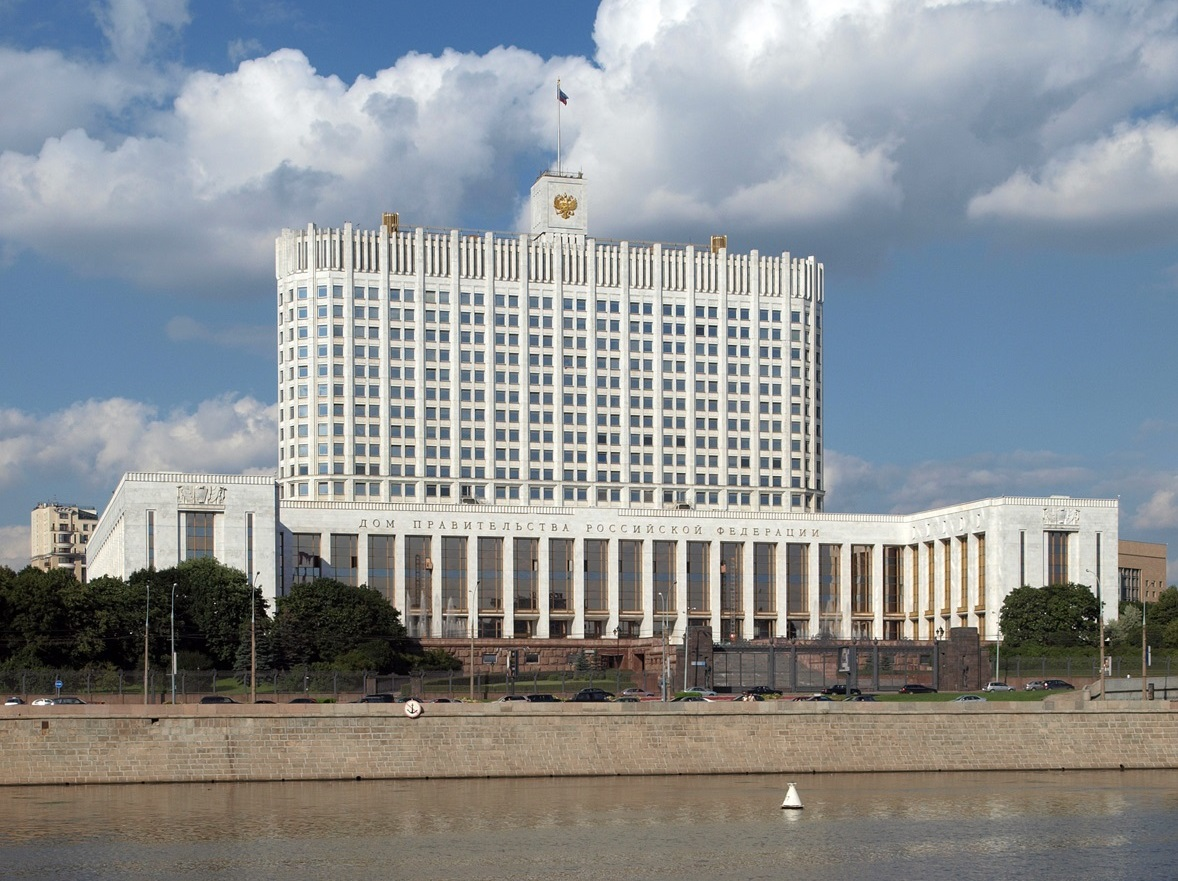

Vita huset är en regeringsbyggnad i Rysslands huvudstad Moskva. Byggnaden användes av det ryska parlamentet fram tills den konstitutionella kris som utbröt i parlamentet den 21 september 1993, då en grupp ledamöter bestående av gammelkommunister och nationalister ockuperade byggnaden i protest mot den dåvarande presidenten Boris Jeltsins politik. Byggnaden omringades av militären som besköt denna med artilleri, vilket resulterade i en stor brand som förstörde stora delar av byggnaden och att kuppförsöket misslyckades.
Det reformerade parlamentet, känt som Duman, blev valt 1994 och flyttade in i en annan byggnad på gatan Ochotnyj Rjad.
Vita huset renoverades upp igen och fungerar nu som regeringsbyggnad för det ryska kabinettet.